# Baldellia ranunculoides
Baldellia ranunculoides es una especie de plantas de la familia Alismataceae. Está muy relacionado con el género Echinodorus y puede ser incluido en este género después de recientes investigaciones. 

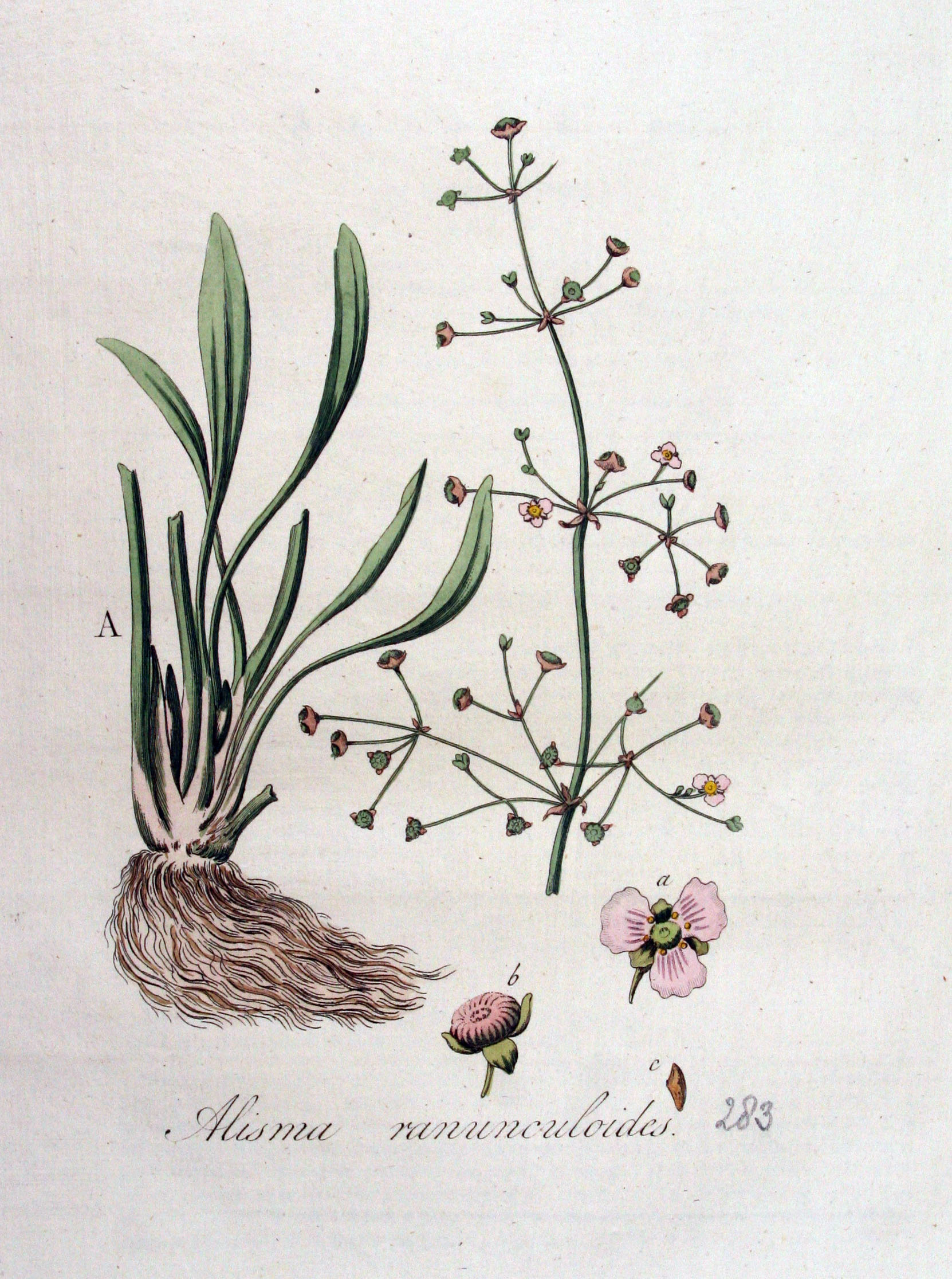
Ilustración

## Distribución y hábitat
Euroasiático y en la región  Mediterránea-occidental. En España se encuentra en el Andévalo,  Barcelona, Castellón, Gerona, Islas Baleares, Tarragona y Valencia donde crece en  los torrentes y pequeñas balsas. En el parque natural Los Alcornocales (Cádiz-Málaga), aparece en primavera sobre charcas estacionales.

## Descripción
Es una hierba acuática que vive enraizada en el sedimento de charcas y torrentes, con las hojas e inflorescencias aéreas. Las hojas son pecioladas,  elípticas a lanceoladas o lineales lanceoladas y tienen un limbo ovalado con la base muy atenuada. Las flores son hermafroditas, con 1-3 cabezas en umbelas o racimo con largos pedúnculos en hojas axilares. Tiene seis estambres, numerosos carpelos, reunidos en espiral o en cabezas esféricas. Los frutos son aquenios. Florece al final de la primavera.

## Taxonomía
Baldellia ranunculoides fue descrita por (L.) Parl., y publicado en Nuovi Generi e Nuove Specie di Piante Monocotiledoni 1854.
Sinónimos
- Alisma ranunculoides  L.
- Echinodorus ranunculoides (L.) Engelm.
- Echinodorus repens (Lam.) J.Kern & Reichg.[3]

Variedades
- Baldellia ranunculoides subsp. cavanillesii Molina Abril, A.Galán & J.M.Pizarro (1994).
- Baldellia ranunculoides subsp. ranunculoides.
- Baldellia ranunculoides subsp. repens (Lam.) Á.Löve & D.Löve (1961).

## Nombres comunes
- Castellano: alisma menor, junquera, llantén de agua.[3]